# Jean Nageotte
Jean Nageotte (* 8. Februar 1866 in Dijon; † 29. Oktober 1948 in Paris) war ein französischer Anatom, Histologe und Neuroanatom.

## Leben
Jean Nageotte studierte Medizin in Besançon und Paris. In Paris erwarb er 1893 den Doktortitel. Die Dissertation behandelte eine mögliche neurologische Ausprägung des Spätstadiums der Syphilis, die Tabes dorsalis. Zunächst war er als Arzt an der Salpêtrière tätig. In den folgenden Jahren beschäftigte sich Jean Nageotte, 1912 zum Professor für vergleichende Histologie am Collège de France ernannt, vor allem mit der mikroskopischen Anatomie des Nervensystems. Darüber hinaus beschrieb er den Aufbau und Ursprung des Bindegewebes und war maßgeblich an der Erforschung der zellulären Bestandteile des Nervenwassers (Liquor cerebrospinalis) beteiligt.
Im Jahre 1902 beschrieb er zusammen mit dem als Neurologe tätigen Joseph Babinski das nach ihnen benannte Babinski-Nageotte-Syndrom, ein zu den alternierenden Hirnstammsyndromen gehörendes Krankheitsbild.